# François de Neufville

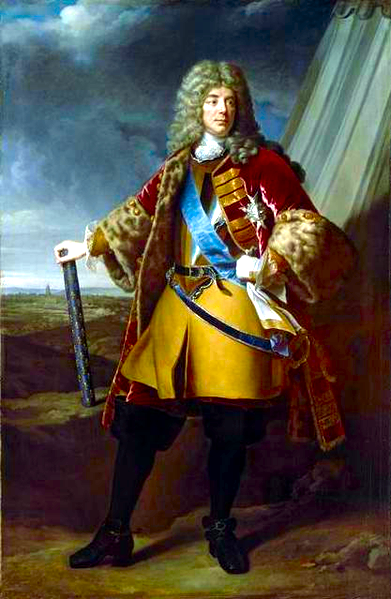
Portret van Villeroy door Alexandre-François Caminade (1834)

François de Neufville, 2e hertog van Villeroy (Lyon, 7 april 1644 – Parijs, 18 juli 1730) was een Frans militair bevelhebber.

## Levensloop
Villeroy werd geboren te Lyon in een adellijke familie die fortuin had gemaakt onder de regering van Karel IX. Zijn vader, Nicolas V de Neufville (1598-1685), was markies van Villeroy, maarschalk van Frankrijk en gouvernant van de jonge koning Lodewijk XIV, die hem later hertog maakte.
François groeide op in de nabijheid van de jonge Lodewijk en werd deel van zijn inner circle. Als kind speelde hij met de koning en diens jongere broer, prins Filips, in het Palais-Royal (waar Lodewijk XIV leefde met zijn moeder Anna) en in het nabijgelegen Hôtel de Villeroy. Hoewel zes jaar jonger dan Lodewijk XIV, was hun vriendschap hecht, waarschijnlijk omdat de koning genoot van zijn rol als beschermer van een jonger kind.
Als intimus van de koning, verfijnd hoveling, leidersfiguur en galant persoon, werd Villeroy toegeleid naar een carrière in het leger. Hij was er zeer mee ingenomen, maar professionele soldaten hadden een betere inschatting van zijn kwaliteiten dan Lodewijk. In 1693 werd hij, zonder een missie van enig belang te hebben volbracht, benoemd tot maarschalk van Frankrijk. Wanneer in 1695 François de Montmorency-Bouteville, hertog van Luxemburg, stierf, bekwam Villeroy het commando over het leger in [[Zuidelijke Nederlanden{Vlaanderen]] (zie Negenjarige Oorlog). Willem III vond hem een veel makkelijker tegenstander dan de "kleine bochelaar" (de hertog van Luxemburg). Villeroy was verantwoordelijk voor het zinloze Bombardement op Brussel in 1695, waarbij hij weliswaar de paleizen in de bovenstad spaarde, maar totale verwoesting zaaide in de huizen en kerken van de laagstad.
In 1701 werd Villeroy naar Italië gestuurd om boven Nicolas Catinat te staan. Het duurde niet lang voor het inferieure leger van prins Eugeen van Savoy hem bij Chieri versloeg (zie Spaanse Successieoorlog). In de verrassende Slag bij Cremona, in februari 1702, werd hij zelfs gevangen genomen. Spotvogels in zijn leger dichtten:
Par la faveur de Bellone,
et par un bonheur sans égal,
nous avons conservé Crémone
--et perdu notre général.
(Door de gunst van Bellona / en ongeëvenaard geluk, / hebben we Cremona behouden / en onze generaal verloren.)
De volgende jaren moest hij afrekenen met de hertog van Marlborough in de Lage Landen. Marlboroughs moeilijkheden met de Nederlanders en andere geallieerden stelden het onvermijdelijke enkele jaren uit, maar in 1706 werd Villeroy aangevallen door Marlborough en grondig verslagen bij Ramillies. De Zonnekoning, die hem troostte met de woorden: "Op onze leeftijd hebben we geen geluk meer", liet niet na hem te vervangen als bevelvoerder. Voortaan leefde Villeroy aan het hof, en hoewel hij verdacht werd van betrokkenheid in verschillende intriges, bleef hij op vriendschappelijke voet staan met Lodewijk. Zijn secretaris in die tijd was Pierre-François Godard de Beauchamps.
Onder de Régence was Villeroy gouvernant van kind-koning Lodewijk XV. Van 1717 tot 1722 bekleedde hij verschillende hoge posten, waarna hij in ongenade viel wegens een machtsstrijd met regent Orléans. Hij werd naar Lyon gestuurd als gouverneur, feitelijk verbannen. Zijn familie kwam verder in opspraak doordat twee jonge leden, hertog Retz en markies d'Alincourt, verbannen werden omwille van homoseksuele contacten in de tuinen van Versailles. Toen Lodewijk XV regeringsverantwoordelijkheid nam, riep hij Villeroy terug.

## Huwelijk en kinderen
Villeroy trouwde op 28 maart 1662 met Marguerite-Marie de Cossé-Brissac (1648-1708). Ze hadden zeven kinderen:
1. Louis Nicolas de Neufville de Villeroy (1663-1734), hertog van Villeroy, die huwde met Marguerite Le Tellier de Louvois, een dochter van markies Louvois;[3]
2. Camille de Neufville de Villeroy;
3. François Paul de Neufville de Villeroy (1677-1731), aartsbisschop van Lyon (1714);
4. François-Catherine de Neufville de Villeroy († 1700);
5. Madeleine Thérèse de Neufville de Villeroy (1666-1723), een non;
6. Françoise Madeleine de Neufville de Villeroy, getrouwd met João de Sousa, derde markies van Minas;
7. Catherine Anne de Neufville de Villeroy (1674-1715), een non.

## Voetnoten
1. ↑  Christine Pevitt, The Man Who Would Be King. The Life of Philippe d'Orleans, Regent of France, 1997, p. 301
2. ↑  http://racineshistoire.free.fr/LGN/PDF/Neufville-de-Villeroy.pdf. Gearchiveerd op 20 juni 2023.
3. ↑  Luc-Normand Tellier, Face aux Colbert: les Le Tellier, Vauban, Turgot... et l'avènement du libéralisme, Presses de l'Université du Québec, 1987, p. 448-451